# Epitausa lamida
Epitausa lamida är en fjärilsart som beskrevs av Druce 1890. Epitausa lamida ingår i släktet Epitausa och familjen nattflyn. Inga underarter finns listade i Catalogue of Life.